# Stempellina almi
Stempellina almi är en tvåvingeart som beskrevs av Lars Zakarias Brundin 1947. Stempellina almi ingår i släktet Stempellina och familjen fjädermyggor. Arten är reproducerande i Sverige. Inga underarter finns listade i Catalogue of Life.